# Jean-Baptiste Bonnart
Pour les articles homonymes, voir Bonnart.
Jean-Baptiste Bonnart (1654-1726) est un peintre et graveur français.

## Biographie

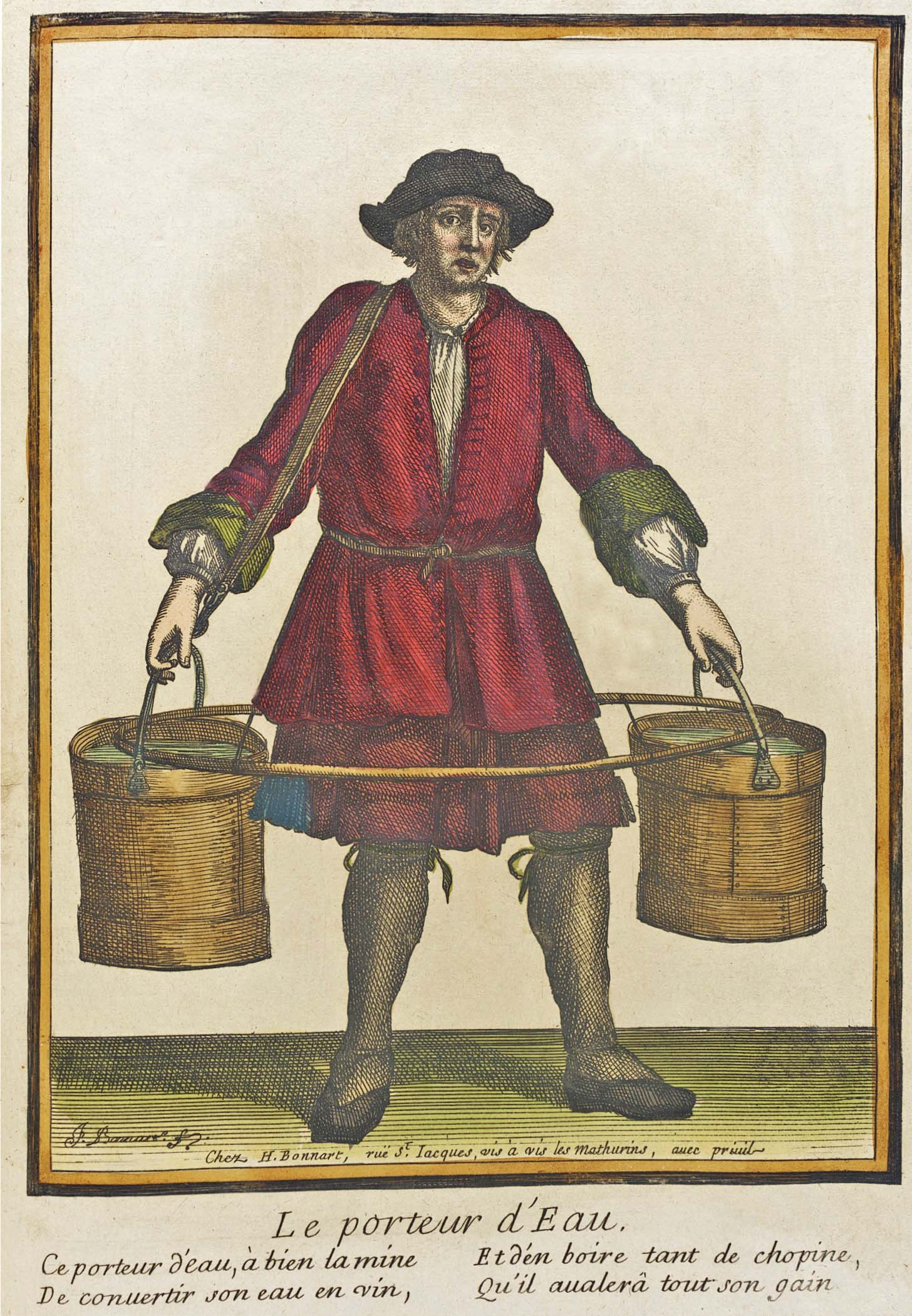
Le porteur d'eau, illustration tirée de : Recueil des modes de la cour de France, Paris, 1675-1685.

Jean-Baptiste Bonnart est le fils de l'imprimeur en taille-douce Henri Ier Bonnart et de son épouse Marguerite Martin.
Comme ses frères aînés Nicolas Ier, Henri II et Robert, il embrasse une carrière artistique, notamment dans le domaine de la gravure d'interprétation.
Il travaille pour différents éditeurs d'estampes, parmi lesquels ses frères Nicolas Ier et Henri II Bonnart, mais aussi Guillaume Chasteau ou Gérard Edelinck.
Le 6 décembre 1686, il épouse la miniaturiste Antoinette Hérault, de douze ans son aînée, veuve de Guillaume Chasteau. Il se convertit alors au travail de miniaturisation des tableaux de maîtres, aux côtés de son épouse. Après la mort de celle-ci, en 1695, il est contraint de vendre une partie de ses biens précieux pour éponger ses dettes.